# Teruyoshi Itō
Teruyoshi Itō (jap. 伊東輝悦 Itō Teruyoshi; ur. 31 sierpnia 1974 w Shizuoce) – japoński piłkarz, reprezentant kraju grający na pozycji obrońcy.

## Kariera klubowa
Itō swoją przygodę z futbolem rozpoczął w 1993 w zespole Shimizu S-Pulse. Wraz z drużyną zdobył Puchar Ligi w 1996, Puchar Cesarza w 2001 oraz dwukrotnie Superpuchar Japonii w latach 2001–2002. Zdobył także trofeum kontynentalne, jakim był Azjatycki Puchar Zdobywców Pucharów w 2000. Przez 17 lat gry w Shimizu wystąpił w 483 spotkaniach, w których strzelił 30 bramek. 
W latach 2011–2013 grał w zespole Ventforet Kōfu, z którym w 2012 sięgnął po mistrzostwo J2 League. Od 2014 do 2016 grał w AC Nagano Parceiro. Sezon 2016 spędził w Blaublitz Akita. Od 2017 znajduje się w kadrze Azul Claro Numazu. 
| Sezon | Klub               | Kraj    | Rozgrywki | Mecze | Bramki |
| ----- | ------------------ | ------- | --------- | ----- | ------ |
| 1993  | Shimizu S-Pulse    | Japonia | J1 League | 0     | 0      |
| 1994  | Shimizu S-Pulse    | Japonia | J1 League | 6     | 0      |
| 1995  | Shimizu S-Pulse    | Japonia | J1 League | 44    | 4      |
| 1996  | Shimizu S-Pulse    | Japonia | J1 League | 26    | 4      |
| 1997  | Shimizu S-Pulse    | Japonia | J1 League | 31    | 7      |
| 1998  | Shimizu S-Pulse    | Japonia | J1 League | 34    | 5      |
| 1999  | Shimizu S-Pulse    | Japonia | J1 League | 29    | 1      |
| 2000  | Shimizu S-Pulse    | Japonia | J1 League | 24    | 1      |
| 2001  | Shimizu S-Pulse    | Japonia | J1 League | 27    | 1      |
| 2002  | Shimizu S-Pulse    | Japonia | J1 League | 22    | 0      |
| 2003  | Shimizu S-Pulse    | Japonia | J1 League | 30    | 2      |
| 2004  | Shimizu S-Pulse    | Japonia | J1 League | 30    | 1      |
| 2005  | Shimizu S-Pulse    | Japonia | J1 League | 32    | 0      |
| 2006  | Shimizu S-Pulse    | Japonia | J1 League | 34    | 2      |
| 2007  | Shimizu S-Pulse    | Japonia | J1 League | 34    | 1      |
| 2008  | Shimizu S-Pulse    | Japonia | J1 League | 34    | 0      |
| 2009  | Shimizu S-Pulse    | Japonia | J1 League | 30    | 0      |
| 2010  | Shimizu S-Pulse    | Japonia | J1 League | 16    | 1      |
| 2011  | Ventforet Kōfu     | Japonia | J1 League | 28    | 0      |
| 2012  | Ventforet Kōfu     | Japonia | J2 League | 25    | 0      |
| 2013  | Ventforet Kōfu     | Japonia | J1 League | 6     | 0      |
| 2014  | AC Nagano Parceiro | Japonia | J3 League | 8     | 0      |
| 2015  | AC Nagano Parceiro | Japonia | J3 League | 3     | 0      |
| 2016  | Blaublitz Akita    | Japonia | J3 League | 2     | 0      |
| 2017  | Azul Claro Numazu  | Japonia | J3 League | 0     | 0      |
| 2018  | Azul Claro Numazu  | Japonia | J3 League | 0     | 0      |
| 2019  | Azul Claro Numazu  | Japonia | J3 League | 1     | 0      |
| 2020  | Azul Claro Numazu  | Japonia | J3 League | 0     | 0      |
| 2021  | Azul Claro Numazu  | Japonia | J3 League | 0     | 0      |
| 2022  | Azul Claro Numazu  | Japonia | J3 League | 4     | 0      |
| 2023  | Azul Claro Numazu  | Japonia | J3 League | 0     | 0      |

## Kariera reprezentacyjna
Ito to uczestnik Igrzysk Olimpijskich 1996, podczas których zagrał w 3 spotkaniach: z Brazylią (bramka), Węgrami oraz Nigerią. Pierwszy mecz w reprezentacji seniorskiej zagrał 8 czerwca 1997. Przeciwnikiem była Chorwacja, a mecz zakończył się zwycięstwem Japonii 4:3. 
Rok później został powołany na Mistrzostwa Świata. Podczas francuskiego turnieju pełnił rolę zawodnika rezerwowego. Powołany na Copa América 1999, na którym zagrał w trzech meczach z Peru, Paragwajem i Boliwią. 
Ostatnim turniejem w drużynie narodowej, na którym Ito zagrał, to Puchar Konfederacji 2001. Wystąpił tam w trzech meczach z Kanadą, Brazylią i Francją.  Po raz ostatni w reprezentacji 7 listopada 2001 w zremisowanym 1:1 meczu z Włochami.
Łącznie Ito w latach 1997–2001 zagrał w 28 spotkaniach reprezentacji Japonii.
| Mecze i gole w reprezentacji | Mecze i gole w reprezentacji | Mecze i gole w reprezentacji | Mecze i gole w reprezentacji | Mecze i gole w reprezentacji | Mecze i gole w reprezentacji | Mecze i gole w reprezentacji |
| #                            | Data                         | Miasto                       | Przeciwnik                   | Gol                          | Wynik                        | Rozgrywki                    |
| ---------------------------- | ---------------------------- | ---------------------------- | ---------------------------- | ---------------------------- | ---------------------------- | ---------------------------- |
| 1.                           | 08.06.1997                   | Tokio                        | Chorwacja                    |                              | 4:3                          | towarzyski                   |
| 2.                           | 17.05.1998                   | Tokio                        | Paragwaj                     |                              | 1:1                          | towarzyski                   |
| 3.                           | 31.05.1998                   | Lozanna                      | Meksyk                       |                              | 1:2                          | towarzyski                   |
| 4.                           | 31.03.1999                   | Tokio                        | Brazylia                     |                              | 0:2                          | towarzyski                   |
| 5.                           | 03.06.1999                   | Tokio                        | Belgia                       |                              | 0:0                          | towarzyski                   |
| 6.                           | 06.06.1999                   | Jokohama                     | Peru                         |                              | 0:0                          | towarzyski                   |
| 7.                           | 29.06.1999                   | Asunción                     | Peru                         |                              | 2:3                          | Copa América 1999            |
| 8.                           | 02.07.1999                   | Asunción                     | Paragwaj                     |                              | 0:4                          | Copa América 1999            |
| 9.                           | 05.07.1999                   | Pedro Juan Caballero         | Boliwia                      |                              | 1:1                          | Copa América 1999            |
| 10.                          | 08.09.1999                   | Jokohama                     | Iran                         |                              | 1:1                          | towarzyski                   |
| 11.                          | 05.02.2000                   | Hongkong                     | Meksyk                       |                              | 0:1                          | towarzyski                   |
| 12.                          | 13.02.2000                   | Taipa                        | Singapur                     |                              | 3:0                          | El. Pucharu Azji 2000        |
| 13.                          | 26.04.2000                   | Seul                         | Korea Południowa             |                              | 1:0                          | towarzyski                   |
| 14.                          | 04.06.2000                   | Casablanca                   | Francja                      |                              | 2:2                          | towarzyski                   |
| 15.                          | 06.06.2000                   | Casablanca                   | Jamajka                      |                              | 4:0                          | towarzyski                   |
| 16.                          | 11.06.2000                   | Rifu                         | Słowacja                     |                              | 1:1                          | towarzyski                   |
| 17.                          | 20.12.2000                   | Tokio                        | Korea Południowa             |                              | 1:1                          | towarzyski                   |
| 18.                          | 24.03.2001                   | Paryż                        | Francja                      |                              | 0:5                          | towarzyski                   |
| 19.                          | 25.04.2001                   | Kordoba                      | Hiszpania                    |                              | 0:1                          | towarzyski                   |
| 20.                          | 31.05.2001                   | Niigata                      | Kanada                       |                              | 3:0                          | PK 2001                      |
| 21.                          | 04.06.2001                   | Kashima                      | Brazylia                     |                              | 0:0                          | PK 2001                      |
| 22.                          | 10.06.2001                   | Nashville                    | Francja                      |                              | 0:1                          | PK 2001                      |
| 23.                          | 01.07.2001                   | Sapporo                      | Paragwaj                     |                              | 2:0                          | towarzyski                   |
| 24.                          | 04.07.2001                   | Ōita                         | Jugosławia                   |                              | 1:0                          | towarzyski                   |
| 25.                          | 15.08.2001                   | Fukuroi                      | Australia                    |                              | 3:0                          | towarzyski                   |
| 26.                          | 04.10.2001                   | Lens                         | Senegal                      |                              | 0:2                          | towarzyski                   |
| 27.                          | 07.10.2001                   | Southampton                  | Niger                        |                              | 2:2                          | towarzyski                   |
| 28.                          | 07.11.2001                   | Saitama                      | Włochy                       |                              | 1:1                          | towarzyski                   |

## Sukcesy
Japonia
- Puchar Konfederacji (1): 2001 (2. miejsce)

Shimizu S-Pulse
- Puchar Ligi (1) : 1996
- Puchar Cesarza (1) : 2001
- Superpuchar Japonii (2) : 2001, 2002
- Azjatycki Puchar Zdobywców Pucharów (1): 2000

Ventforet Kōfu
- Mistrzostwo J2 League (1) : 2012